# Maria Anzbach
Maria Anzbach (do lipca 2022 Maria-Anzbach) – gmina targowa w Austrii, w kraju związkowym Dolna Austria, w powiecie St. Pölten-Land. Liczy 3 290 mieszkańców (1 stycznia 2023).